# Olivia Podmore
Olivia "Liv" Podmore (Christchurch, Nueva Zelanda 24 de mayo de 1997-Cambridge, Nueva Zelanda, 9 de agosto de 2021) fue una ciclista olímpica neozelandesa especialista en ciclismo en pista.

## Carrera deportiva
Participó en los Juegos Olímpicos de Río de Janeiro 2016, y pese a que consiguió las marcas mínimas para acudir a los Juegos Olímpicos de Tokio 2020, finalmente no fue seleccionada por la selección neozelandesa.
Fue subcampeona mundial junior en 2015 en la prueba de sprint por equipos y medalla de bronce en la prueba de contrarreloj. En 2017 fue campeona de Nueva Zelanda en la modalidad de keirin; y en 2018 representó a su país en los Juegos de la Commonwealth.

## Fallecimiento
El 9 de agosto de 2021 fue encontrada muerta en su casa de Cambridge (Nueva Zelanda). Tenía 24 años de edad. Se especula que pudo ser un suicidio tras dejar el siguiente mensaje en las redes sociales:

El deporte es una gran salida para muchas personas. Es una lucha, pero de muchas alegrías. La sensación de ganar es diferente a cualquier otra, pero cuando pierdes, cuando no calificas, cuando te lesionas, cuando no puedes cumplir con las expectativas, incluso así sientes una sensación como ninguna otra.

## Palmarés internacional
| Campeonato Mundial Junior de Ciclismo en Pista | Campeonato Mundial Junior de Ciclismo en Pista | Campeonato Mundial Junior de Ciclismo en Pista | Campeonato Mundial Junior de Ciclismo en Pista |
| Año                                            | Lugar                                          | Medalla                                        | Prueba                                         |
| ---------------------------------------------- | ---------------------------------------------- | ---------------------------------------------- | ---------------------------------------------- |
| 2015                                           | Astaná (Kazajistán)                            | Medalla de plata                               | Sprint por equipos                             |
| 2015                                           | Astaná (Kazajistán)                            | Medalla de bronce                              | Contrarreloj                                   |